# Lens (Suíça)
Lens é uma comuna da Suíça, no Cantão Valais, com cerca de 3.498 habitantes. Estende-se por uma área de 13,9 km², de densidade populacional de 252 hab/km². Confina com as seguintes comunas: Chermignon, Icogne, Montana, Randogne, Saint-Léonard, Sierre. 
A língua oficial nesta comuna é o Francês.